# Rhagium elmaliense
Rhagium elmaliense là một loài bọ cánh cứng trong họ Cerambycidae.